# Václavovice
Václavovice è un comune di 2 089 abitanti della Repubblica Ceca, situato nel distretto di Ostrava-město nella Regione di Moravia-Slesia.